# Rhipsalis pilocarpa
Ne doit pas être confondu avec Rhipsalidopsis.
Espèce
Statut de conservation UICN

 VU B2ab(ii,iii,iv) : Vulnérable
Statut CITES
Rhipsalis pilocarpa est le nom d'une espèce de plantes à fleurs de  la famille des Cactaceae (les cactus) et du genre Rhipsalis (qui comprend environ 60 espèces et de nombreuses sous-espèces). C'est une plante épiphyte et succulente, endémique du Brésil.
Elle est considérée par l'UICN comme vulnérable, menacée par la régression, dégradation ou disparition de son habitat (forêt tropicale humide).

## Étymologie

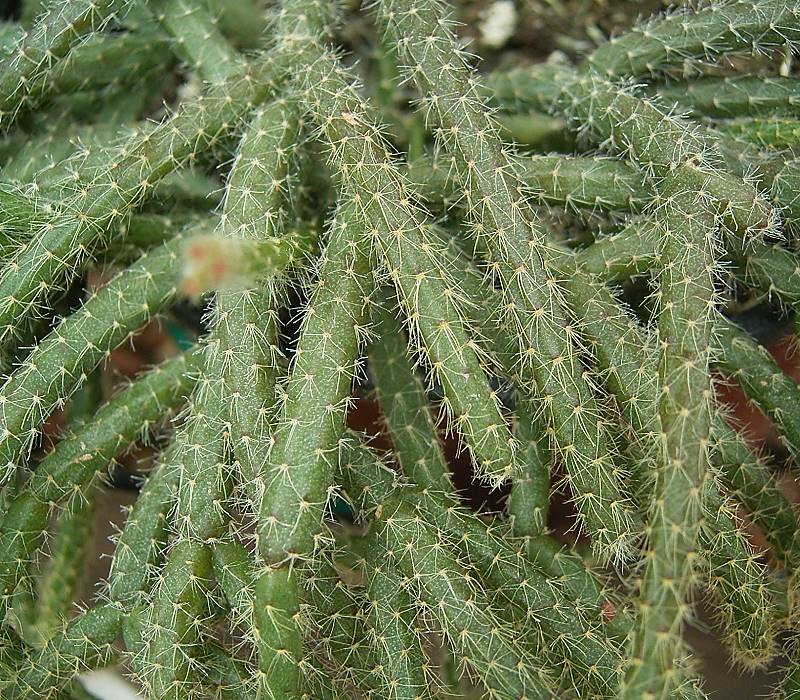
jeunes tiges de Rhipsalis pilocarpa, avec petites épines nombreuses et bien visibles.

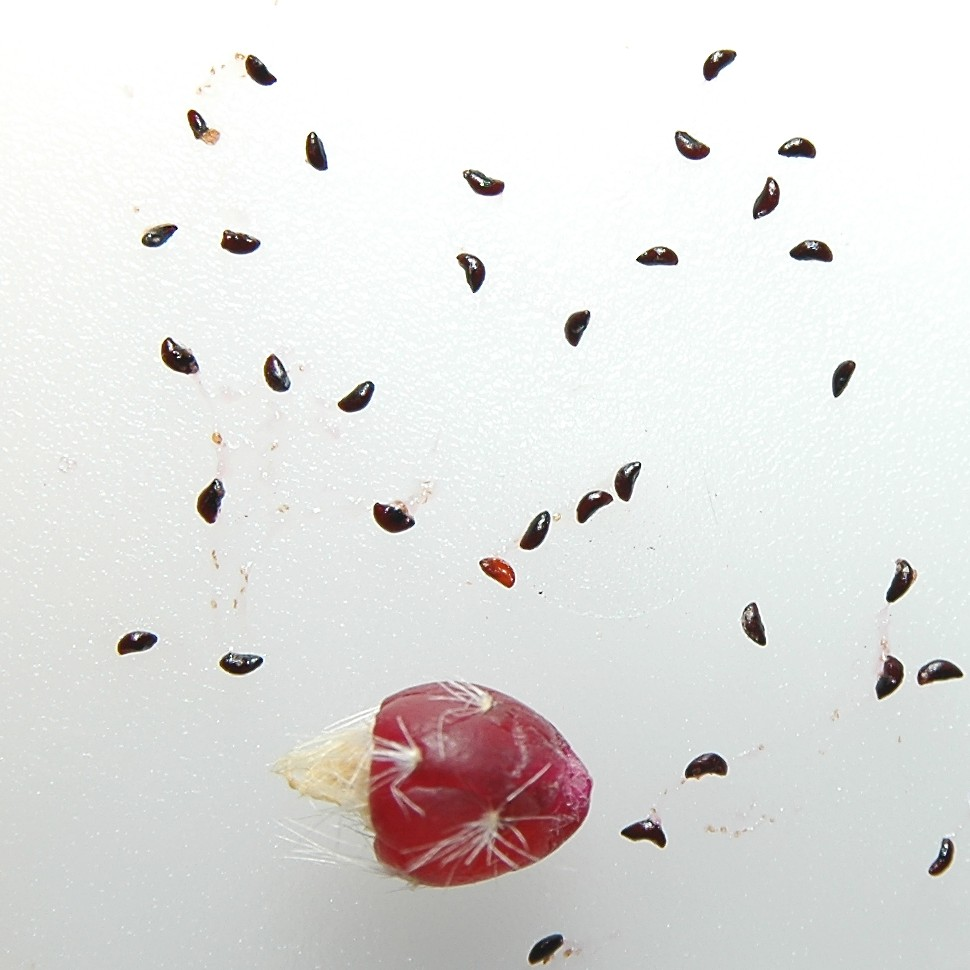
Graines noires contenues dans le fruit.

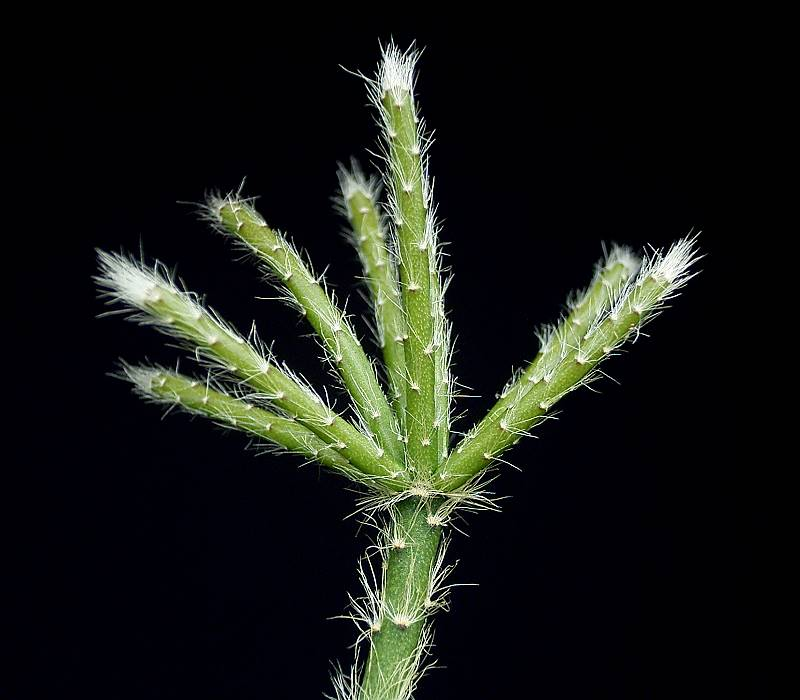
Les cellules apicales sont les mieux protégées par les épines.

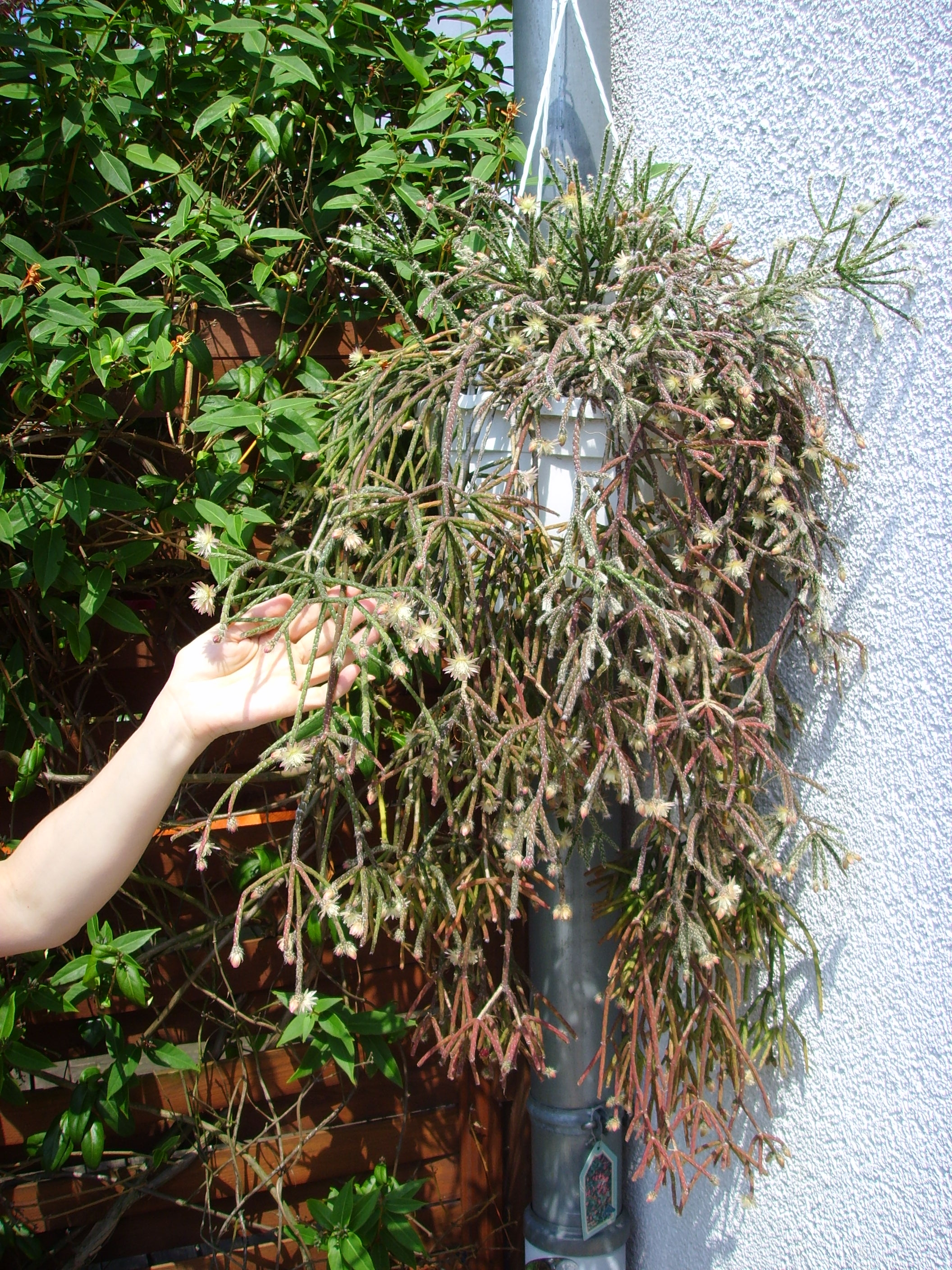
Rhipsalis pilocarpa en pot suspendu.

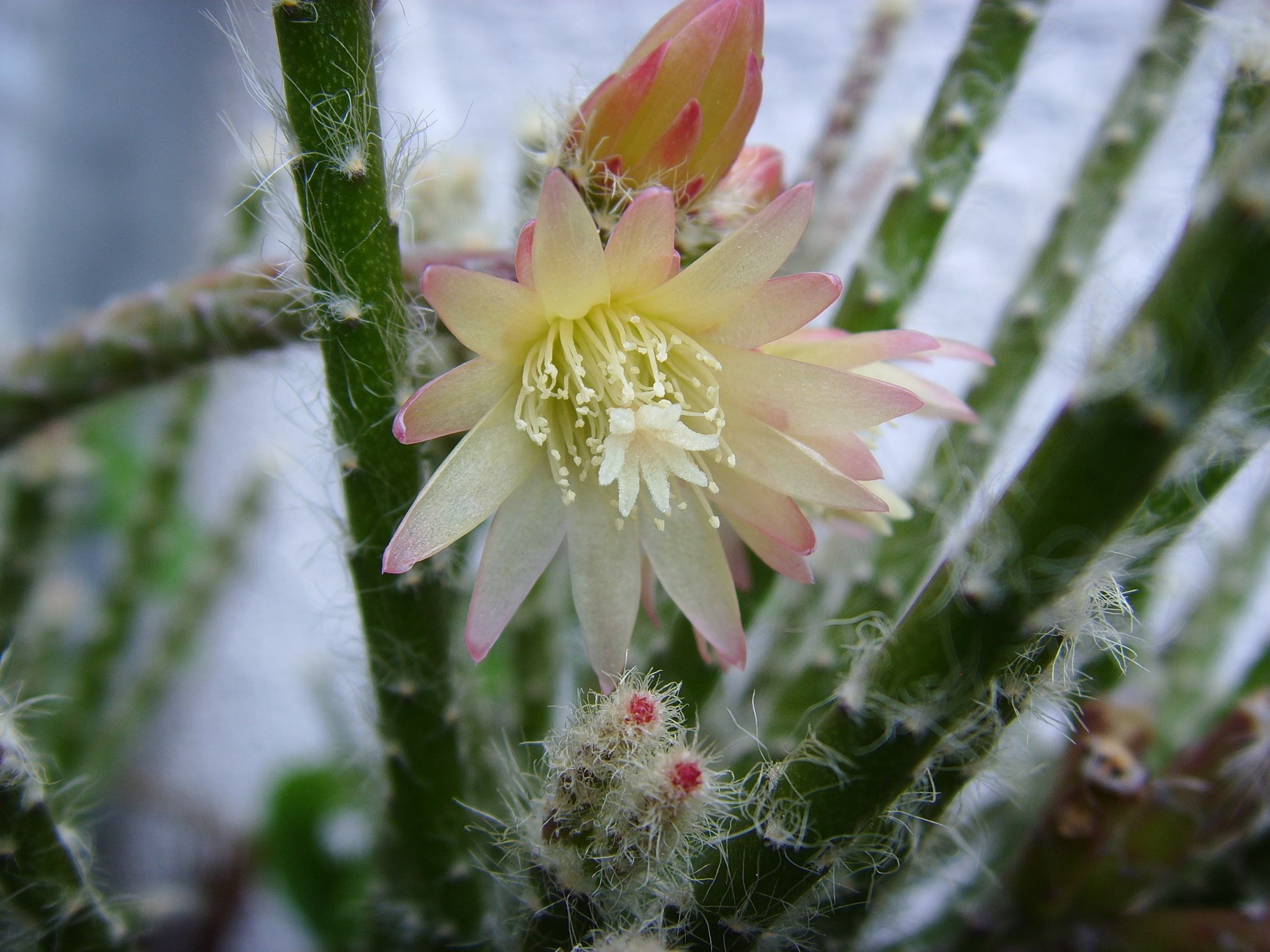
détail de la fleur.

Le nom de genre vient d'un mot grec signifiant souple ou jonc tressé / osier tressé, en référence à l'apparence des plantes.

## Description
Les tiges sont crassulentes, segmentées et se divisant potentiellement après chaque segment. C'est une des Rhipsalis chez lesquelles les épines sont encore visibles, notamment sur les jeunes tiges.
Les fleurs à pétales pointues sont blanches, petites (environ 2 cm de diam.) ; en serre froide, la fleur apparait au début du printemps.
Les fruits (petits et rouges) apparaissent le long des segments des tiges. Ils contiennent de minuscules graines noires. On a montré qu'une viviparité existe chez cette espèce, c'est-à-dire que la graine peut germer très précocement, alors qu'elle est encore dans le fruit accroché à la plante-mère.
C'est un cas extrême de semences dites récalcitrante qu'on connait chez le palétuvier, et qu'on ne connaissait au moment de cette découverte que chez une autre cactées épiphytes (également cultivées ; Epiphyllum phyllanthus). On a montré en laboratoire que ces graines s'avèrent viables et cette propriété pourrait peut-être conférer à l'espèce un avantage évolutif, mais au vu des données existantes, il pourrait ne s'agir que d'une réaction aux stress environnementaux. Une étude récente a porté sur une recherche d'éventuelle viviparité chez 25 espèces de cactus du nord-ouest de l'Argentine. Selon les résultats, ce phénomène reste peu fréquent (pour le nombre de graines activant une viviparité), mais il est néanmoins bien plus fréquent qu'on ne le pensait il y a quelques années. Les fruits de ces 25 espèces ont été disséqués et observés. Quelques graines en train de germer ou déjà germées étaient présentes chez 40 % des espèces étudiées. La germination des graines a été évaluée pour vérifier si la graine était semi-dormante ou pouvait poursuivre sa croissance. les auteurs ont conclu que chez les cactus, la viviparité serait plutôt une réaction physiologique des plantes à leurs conditions environnementales, et non une réelle stratégie adaptative maximisant leur survie et propagation.

## Origine, aire de répartition, habitat
Cette épiphyte est originaire du Brésil, où elle vit dans des forêts subtropicales ou tropicales humides, accrochée ou suspendues aux branches ou poussant dans les creux de vieux arbres.

## Usages
Cette espèce de cactus est utilisée en suspension, pour la décoration.

## Culture
Paradoxa Rhipsalis est une plante de demi-ombre qui doit idéalement être éclairée de manière plutôt zénithale.
Il lui faut un sol acide, léger et bien drainé (ex : 2 partie de mousse de tourbe 2 pour 1 partie de sable, avec de petits copeaux d'écorce ajouté pour augmenter le drainage et comme source de carbone.
En période de croissance, alterner de bons arrosage à des périodes où l'on laisse sécher légèrement le substrat. Ces plantes ont dans la nature de faibles besoins nutritifs. Les engrais équilibrés du commerce doivent donc être dilués à la moitié de la concentration recommandée sur l'étiquette.
En hiver, une température nocturne de 9 à 10 °C et un faible arrosage (sans engrais) favorisera la floraison printanière. Quand les boutons floraux apparaissent, l'arrosage normal peut reprendre, ainsi que la fertilisation.
La multiplication se fait à partir de boutures ou de plants, et dans la nature à partir des fruits, dont les graines sont véhiculées par les animaux qui les ont mangées.

## Statut, menace
La principale menace qui pèse sur l'espèce est le recul rapide de la forêt tropicale primaire (destruction et fragmentation des habitats, déforestation..). L'espèce est classée vulnérable.